# 女性 (短編集)
『女性』（じょせい）は、太宰治の短編小説集。
1942年（昭和17年）6月30日、博文館より刊行された。装幀・装画は阿部合成。
1992年（平成4年）6月19日、日本近代文学館より「名著初版本複刻太宰治文学館」シリーズの一冊として当時の体裁どおりに復刊された。

## 内容
|   | タイトル   | 初出                    | 備考                           |
| - | ---------- | ----------------------- | ------------------------------ |
| 1 | 十二月八日 | 『婦人公論』1942年2月号 |                                |
| 2 | 女生徒     | 『文學界』1939年4月号   | 初収録の単行本は『女生徒』。   |
| 3 | 葉桜と魔笛 | 『若草』1939年6月号     | 初収録の単行本は『皮膚と心』。 |
| 4 | きりぎりす | 『新潮』1940年11月号    | 初収録の単行本は『東京八景』。 |
| 5 | 燈籠       | 『若草』1937年10月号    |                                |
| 6 | 誰も知らぬ | 『若草』1940年4月号     | 初収録の単行本は『女の決闘』。 |
| 7 | 皮膚と心   | 『文學界』1939年11月号  | 初収録の単行本は『皮膚と心』。 |
| 8 | 恥         | 『婦人画報』1942年1月号 |                                |
| 9 | 待つ       | 書き下ろし              |                                |